# Paris Normandie
Paris Normandie – francuski dziennik regionalny wydawany w regionie Górna Normandia.

## Historia
Pierwsze gazety na terenie Normandii były publikowane już w 1785 roku. Wówczas w Rouen ukazało się czasopismo Le Journal de Rouen. Obecny dziennik został założony w 1944 roku, ponownie pod nazwą nawiązując do gazety z XVIII wieku. W 1947 roku nazwa czasopisma została zmieniona na Paris Normande i w obecnej formie ukazuje się do dziś.
Od 2007 roku dziennik Paris Normandie jest wydawany w formie tabloidu.
Siedziba gazety mieści Déville-lès-Rouen. Wcześniej, do 2006 roku redakcja gazety mieściła się w Rouen. Redaktorem naczelnym gazety jest Sophie Bloch.
W ciągu ostatnich lat zanotowano znaczący spadek nakładu gazety, ze 115 000 egzemplarzy w 1993 roku do 62 000 obecnie. Mimo tego spadku, Paris Normandie jest jedną z najbardziej poczytnych gazet Górnej Normandii.